# Aéroport de Žabljak
L'aéroport de Žabljak est un aéroport situé à Žabljak au nord du Monténégro.

## Situation
| Tivat Podgorica Nikšić Špiro Mugoša |